# Blechnidium melanopus
Blechnidium melanopus là một loài thực vật có mạch trong họ Blechnaceae. Loài này được (Hook.) T. Moore mô tả khoa học đầu tiên năm 1862.